# Gmax
Gmax é um modelador gratuito 3D baseado no 3DS Max da Autodesk. GMax tem como finalidade a criação de conteúdo para jogos. O programa foi descontinuado em 2005.